# Kartal (Ungheria)
Kartal è un comune dell'Ungheria di 5.954 abitanti (dati 2001) situato nella contea di Pest, nell'Ungheria settentrionale.